# フロリダ州の都市圏の一覧

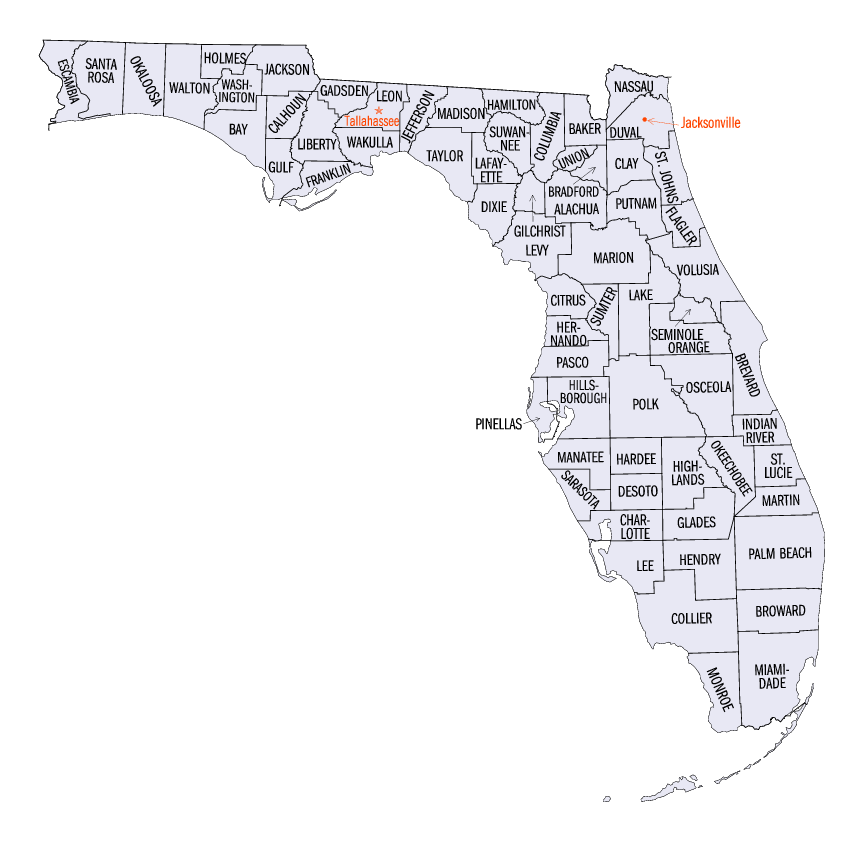
フロリダ州の67郡を示す地図

本項目はフロリダ州の都市圏の一覧（フロリダしゅうのとしけんのいちらん）である。
アメリカ合衆国国勢調査局は、フロリダ州に合同統計地域（CSA/広域都市圏）7ヶ所、大都市統計地域（MSA/都市圏）22ヶ所、および小都市統計地域（μSA/小都市圏）6ヶ所を定義している。下表には、左列より以下の情報を示す。
- 合同統計地域（定義されている場合）の名称
- 合同統計地域の人口
- コアベース統計地域（大都市統計地域および小都市統計地域）の名称
- コアベース統計地域の人口
- 各統計地域に含まれる郡の名称
- 各統計地域に含まれる郡の人口

なお、下表においては、フロリダ州と他州にまたがる合同統計地域およびコアベース統計地域については、名称と統計地域の総人口を青緑色で、フロリダ州内の人口を黒色でそれぞれ示す。また、他州のコアベース統計地域および郡については、その名称と人口を緑色でそれぞれ示す。
下表における人口の数値はすべて2020年に行われた国勢調査時のものである。また、合同統計地域、コアベース統計地域（大都市統計地域・小都市統計地域）のいずれも、2023年7月21日時点での定義に従う。
| 合同統計地域                                                     | 人口                | コアベース統計地域                                           | 人口         | 郡                         | 人口      |
| ---------------------------------------------------------------- | ------------------- | ------------------------------------------------------------ | ------------ | -------------------------- | --------- |
| マイアミ・ポートセントルーシー・フォートローダーデール広域都市圏 | 6,908,296           | マイアミ・フォートローダーデール・ウェストパームビーチ都市圏 | 6,138,333    | マイアミ・デイド郡         | 2,701,767 |
| マイアミ・ポートセントルーシー・フォートローダーデール広域都市圏 | 6,908,296           | マイアミ・フォートローダーデール・ウェストパームビーチ都市圏 | 6,138,333    | ブロワード郡               | 1,944,375 |
| マイアミ・ポートセントルーシー・フォートローダーデール広域都市圏 | 6,908,296           | マイアミ・フォートローダーデール・ウェストパームビーチ都市圏 | 6,138,333    | パームビーチ郡             | 1,492,191 |
| マイアミ・ポートセントルーシー・フォートローダーデール広域都市圏 | 6,908,296           | ポートセントルーシー都市圏                                   | 487,657      | セントルーシー郡           | 329,226   |
| マイアミ・ポートセントルーシー・フォートローダーデール広域都市圏 | 6,908,296           | ポートセントルーシー都市圏                                   | 487,657      | マーティン郡               | 158,431   |
| マイアミ・ポートセントルーシー・フォートローダーデール広域都市圏 | 6,908,296           | セバスチャン・ベロビーチ・ウェストベロコリドー都市圏         | 159,788      | インディアンリバー郡       | 159,788   |
| マイアミ・ポートセントルーシー・フォートローダーデール広域都市圏 | 6,908,296           | キーウェスト・キーラーゴ小都市圏                             | 82,874       | モンロー郡                 | 82,874    |
| マイアミ・ポートセントルーシー・フォートローダーデール広域都市圏 | 6,908,296           | オキーチョビー小都市圏                                       | 39,644       | オキーチョビー郡           | 39,644    |
| オーランド・レイクランド・デルトナ広域都市圏                     | 4,197,095           | オーランド・キシミー・サンフォード都市圏                     | 2,673,376    | オレンジ郡                 | 1,429,908 |
| オーランド・レイクランド・デルトナ広域都市圏                     | 4,197,095           | オーランド・キシミー・サンフォード都市圏                     | 2,673,376    | セミノール郡               | 470,856   |
| オーランド・レイクランド・デルトナ広域都市圏                     | 4,197,095           | オーランド・キシミー・サンフォード都市圏                     | 2,673,376    | オセオラ郡                 | 388,656   |
| オーランド・レイクランド・デルトナ広域都市圏                     | 4,197,095           | オーランド・キシミー・サンフォード都市圏                     | 2,673,376    | レイク郡                   | 383,956   |
| オーランド・レイクランド・デルトナ広域都市圏                     | 4,197,095           | レイクランド・ウィンターヘイブン都市圏                       | 725,046      | ポーク郡                   | 725,046   |
| オーランド・レイクランド・デルトナ広域都市圏                     | 4,197,095           | デルトナ・デイトナビーチ・オーモンドビーチ都市圏             | 668,921      | ボルーシャ郡               | 553,543   |
| オーランド・レイクランド・デルトナ広域都市圏                     | 4,197,095           | デルトナ・デイトナビーチ・オーモンドビーチ都市圏             | 668,921      | フラグラー郡               | 115,378   |
| オーランド・レイクランド・デルトナ広域都市圏                     | 4,197,095           | ワイルドウッド・ザ・ビレッジズ都市圏                         | 129,752      | サムター郡                 | 129,752   |
|                                                                  |                     | タンパ・セントピーターズバーグ・クリアウォーター都市圏       | 3,175,275    | ヒルズボロ郡               | 1,459,762 |
| ピネラス郡                                                       | 959,107             | タンパ・セントピーターズバーグ・クリアウォーター都市圏       | 3,175,275    |                            |           |
| パスコ郡                                                         | 561,891             | タンパ・セントピーターズバーグ・クリアウォーター都市圏       | 3,175,275    |                            |           |
| ヘルナンド郡                                                     | 194,515             | タンパ・セントピーターズバーグ・クリアウォーター都市圏       | 3,175,275    |                            |           |
| ジャクソンビル・キングスランド・パラトゥカ広域都市圏             | 1,733,937 1,679,169 | ジャクソンビル都市圏                                         | 1,605,848    | デュバル郡                 | 995,567   |
| ジャクソンビル・キングスランド・パラトゥカ広域都市圏             | 1,733,937 1,679,169 | ジャクソンビル都市圏                                         | 1,605,848    | セントジョンズ郡           | 273,425   |
| ジャクソンビル・キングスランド・パラトゥカ広域都市圏             | 1,733,937 1,679,169 | ジャクソンビル都市圏                                         | 1,605,848    | クレイ郡                   | 218,245   |
| ジャクソンビル・キングスランド・パラトゥカ広域都市圏             | 1,733,937 1,679,169 | ジャクソンビル都市圏                                         | 1,605,848    | ナッソー郡                 | 90,352    |
| ジャクソンビル・キングスランド・パラトゥカ広域都市圏             | 1,733,937 1,679,169 | ジャクソンビル都市圏                                         | 1,605,848    | ベイカー郡                 | 28,259    |
| ジャクソンビル・キングスランド・パラトゥカ広域都市圏             | 1,733,937 1,679,169 | パラトゥカ小都市圏                                           | 73,321       | パットナム郡               | 73,321    |
| ジャクソンビル・キングスランド・パラトゥカ広域都市圏             | 1,733,937 1,679,169 | キングスランド小都市圏                                       | 54,768       | ジョージア州カムデン郡     | 54,768    |
| ケープコーラル・フォートマイヤーズ・ネープルズ広域都市圏         | 1,188,319           | ケープコーラル・フォートマイヤーズ都市圏                     | 760,822      | リー郡                     | 760,822   |
| ケープコーラル・フォートマイヤーズ・ネープルズ広域都市圏         | 1,188,319           | ネープルズ・マルコアイランド都市圏                           | 375,752      | コリアー郡                 | 375,752   |
| ケープコーラル・フォートマイヤーズ・ネープルズ広域都市圏         | 1,188,319           | クレウィストン小都市圏                                       | 51,745       | ヘンドリー郡               | 39,619    |
| ケープコーラル・フォートマイヤーズ・ネープルズ広域都市圏         | 1,188,319           | クレウィストン小都市圏                                       | 51,745       | グレーズ郡                 | 12,126    |
| ノースポート・ブレーデントン広域都市圏                           | 1,054,539           | ノースポート・ブレーデントン・サラソータ都市圏               | 833,716      | サラソータ郡               | 434,006   |
| ノースポート・ブレーデントン広域都市圏                           | 1,054,539           | ノースポート・ブレーデントン・サラソータ都市圏               | 833,716      | マナティ郡                 | 399,710   |
| ノースポート・ブレーデントン広域都市圏                           | 1,054,539           | プンタゴルダ都市圏                                           | 186,847      | シャーロット郡             | 186,847   |
| ノースポート・ブレーデントン広域都市圏                           | 1,054,539           | アーケーディア小都市圏                                       | 33,976       | デソト郡                   | 33,976    |
|                                                                  |                     | パームベイ・メルボルン・タイタスビル都市圏                   | 606,612      | ブレバード郡               | 606,612   |
|                                                                  |                     | ペンサコーラ・フェリーパス・ブレント都市圏                   | 509,905      | エスカンビア郡             | 321,905   |
| サンタローザ郡                                                   | 188,000             | ペンサコーラ・フェリーパス・ブレント都市圏                   | 509,905      |                            |           |
| ゲインズビル・レイクシティ広域都市圏                             | 408,945             | ゲインズビル都市圏                                           | 339,247      | アラチュア郡               | 278,468   |
| ゲインズビル・レイクシティ広域都市圏                             | 408,945             | ゲインズビル都市圏                                           | 339,247      | レビー郡                   | 42,915    |
| ゲインズビル・レイクシティ広域都市圏                             | 408,945             | ゲインズビル都市圏                                           | 339,247      | ギルクリスト郡             | 17,864    |
| ゲインズビル・レイクシティ広域都市圏                             | 408,945             | レイクシティ小都市圏                                         | 69,698       | コロンビア郡               | 69,698    |
| タラハシー・ベインブリッジ広域都市圏                             | 413,665 384,298     | タラハシー都市圏                                             | 384,298      | レオン郡                   | 292,198   |
| タラハシー・ベインブリッジ広域都市圏                             | 413,665 384,298     | タラハシー都市圏                                             | 384,298      | ガズデン郡                 | 43,826    |
| タラハシー・ベインブリッジ広域都市圏                             | 413,665 384,298     | タラハシー都市圏                                             | 384,298      | ワクラ郡                   | 33,764    |
| タラハシー・ベインブリッジ広域都市圏                             | 413,665 384,298     | タラハシー都市圏                                             | 384,298      | ジェファーソン郡           | 14,510    |
| タラハシー・ベインブリッジ広域都市圏                             | 413,665 384,298     | ベインブリッジ小都市圏                                       | 29,367       | ジョージア州ディケーター郡 | 29,367    |
|                                                                  |                     | オカラ都市圏                                                 | 375,908      | マリオン郡                 | 375,908   |
|                                                                  |                     | クレストビュー・フォートウォルトンビーチ・デスティン都市圏   | 286,973      | オカルーサ郡               | 211,668   |
| ウォルトン郡                                                     | 75,305              | クレストビュー・フォートウォルトンビーチ・デスティン都市圏   | 286,973      |                            |           |
|                                                                  |                     | パナマシティ・パナマシティビーチ都市圏                       | 200,534      | ベイ郡                     | 175,216   |
| ワシントン郡                                                     | 25,318              | パナマシティ・パナマシティビーチ都市圏                       | 200,534      |                            |           |
|                                                                  |                     | ホモサッサスプリングス都市圏                                 | 153,843      | シトラス郡                 | 153,843   |
|                                                                  |                     | シブリング都市圏                                             | 101,235      | ハイランズ郡               | 101,235   |
| （設定無し）                                                     | （設定無し）        | （設定無し）                                                 | （設定無し） | ジャクソン郡               | 47,319    |
| （設定無し）                                                     | （設定無し）        | （設定無し）                                                 | （設定無し） | スワニー郡                 | 43,474    |
| （設定無し）                                                     | （設定無し）        | （設定無し）                                                 | （設定無し） | ブラッドフォード郡         | 28,303    |
| （設定無し）                                                     | （設定無し）        | （設定無し）                                                 | （設定無し） | ハーディ郡                 | 25,327    |
| （設定無し）                                                     | （設定無し）        | （設定無し）                                                 | （設定無し） | テイラー郡                 | 21,796    |
| （設定無し）                                                     | （設定無し）        | （設定無し）                                                 | （設定無し） | ホームズ郡                 | 19,653    |
| （設定無し）                                                     | （設定無し）        | （設定無し）                                                 | （設定無し） | マディソン郡               | 17,968    |
| （設定無し）                                                     | （設定無し）        | （設定無し）                                                 | （設定無し） | ディキシー郡               | 16,759    |
| （設定無し）                                                     | （設定無し）        | （設定無し）                                                 | （設定無し） | ユニオン郡                 | 16,147    |
| （設定無し）                                                     | （設定無し）        | （設定無し）                                                 | （設定無し） | ガルフ郡                   | 14,192    |
| （設定無し）                                                     | （設定無し）        | （設定無し）                                                 | （設定無し） | ハミルトン郡               | 14,004    |
| （設定無し）                                                     | （設定無し）        | （設定無し）                                                 | （設定無し） | カルフーン郡               | 13,648    |
| （設定無し）                                                     | （設定無し）        | （設定無し）                                                 | （設定無し） | フランクリン郡             | 12,451    |
| （設定無し）                                                     | （設定無し）        | （設定無し）                                                 | （設定無し） | ラファイエット郡           | 8,226     |
| （設定無し）                                                     | （設定無し）        | （設定無し）                                                 | （設定無し） | リバティ郡                 | 7,974     |

## 註
1. ↑  QuickFacts. U.S. Census Bureau. 2020年.
2. ↑  OMB Bulletin No. 23-01, Revised Delineations of Metropolitan Statistical Areas, Micropolitan Statistical Areas, and Combined Statistical Areas, and Guidance on Uses of the Delineations of These Areas. Office of Management and Budget. 2023年7月21日.